# Jay, 1973
Jay, 1973 is het zesde album van de stripreeks De meesters van de gerst van Jean Van Hamme (scenario) en Francis Vallès (tekeningen).  De reeks vertelt in acht albums het verhaal van enkele generaties Belgische bierbrouwers. De strip werd voor het eerst uitgegeven in 1997 bij uitgeverij Glénat.

## Inhoud
Na een jarenlange eenzaamheid leert Julienne met Jay de man van haar leven kennen. Maar is hij wel wie hij uitgeeft te zijn? Zal Julienne eindelijk gelukkig worden met hem? En wat gebeurt er allemaal met François Steenfort? Is hij een onverbeterlijke playboy, nietsnut en leegloper, of kan hij ontpoppen tot een gewiekst zakenman?